# Mark Fisher (Architekt)

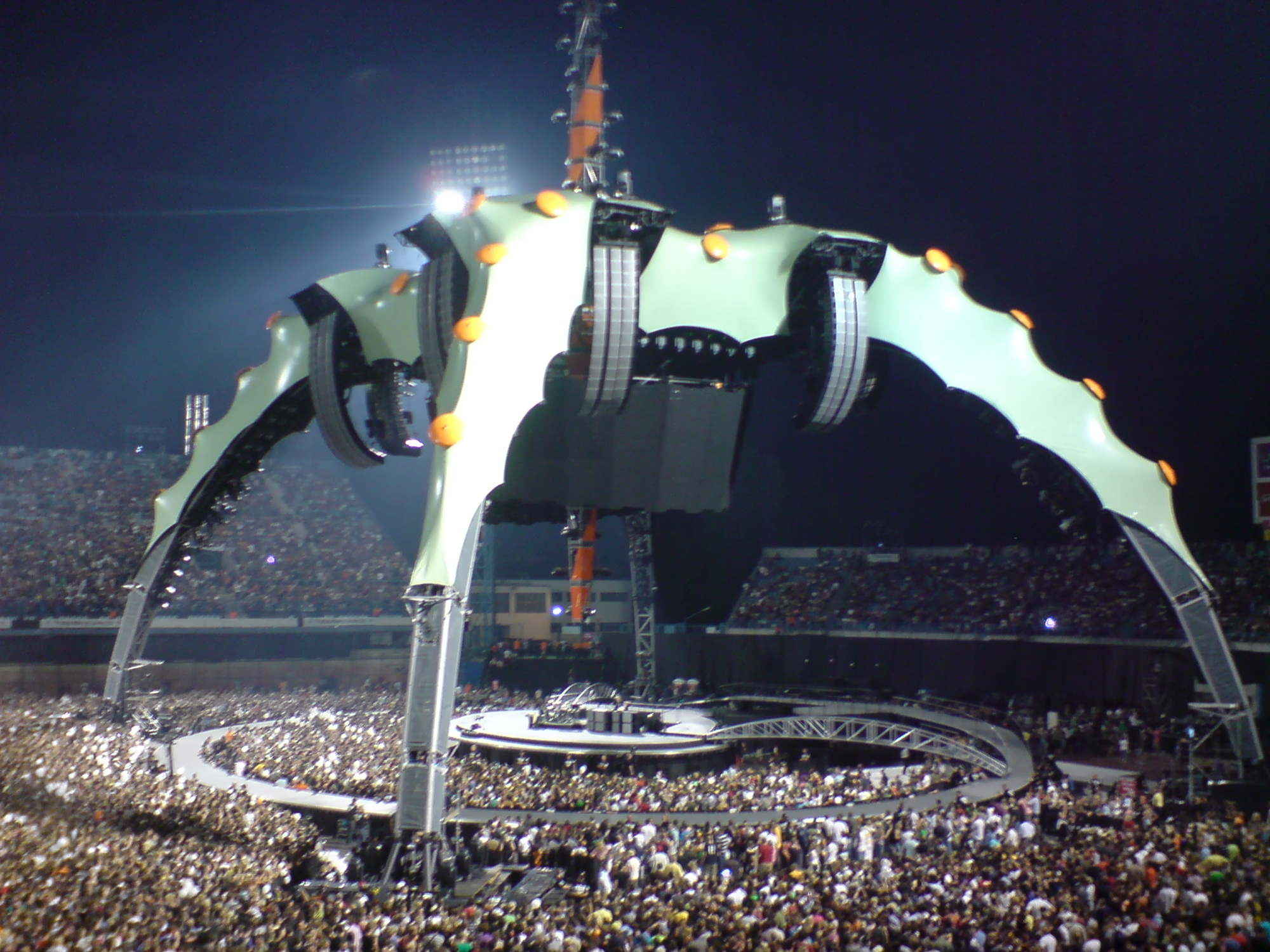
Die von Mark Fisher geplante Bühne für die 360°-Tour von U2.

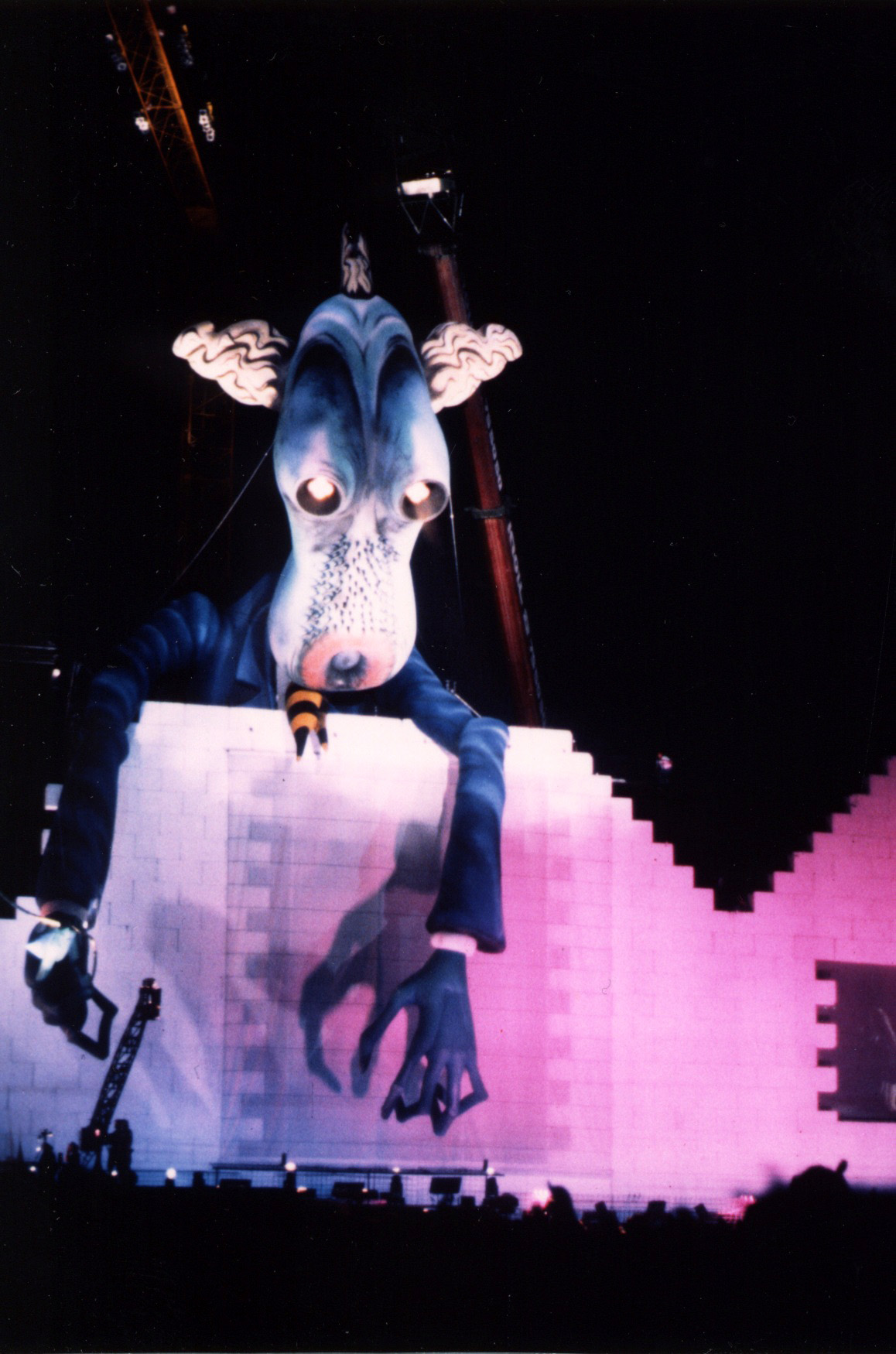
Die nach dem Äußeren von Mark Fisher gestaltete Lehrerpuppe bei The Wall 1990 in Berlin.

Mark Fisher OBE (* 20. April 1947 in Warwickshire, England; † 25. Juni 2013 in London) war ein britischer Architekt. Am bekanntesten waren seine zahlreichen Bühnengestaltungen für populäre Musikgruppen und Einzelkünstler wie Pink Floyd, U2, The Rolling Stones, Tina Turner, Genesis, Peter Gabriel, Lady Gaga, Madonna, Mylene Farmer und Metallica. Er entwarf Bühnen für olympische Eröffnungs- und Abschlussveranstaltungen in Turin 2006, Peking 2008 und London 2012.

## Leben
Mark Fisher absolvierte seine Schulausbildung an der renommierten Pocklington School in East Riding of Yorkshire. Im Jahr 1971 schloss er sein Studium an der Architectural Association School of Architecture in London ab. Beeinflusst von den Arbeiten Inigo Jones’ und John Nashs wandte sich Fisher schon bald nach seinem Studium der Gestaltung von Bühnenbildern zu. Zu seinen ersten Arbeiten gehörte das Set zum Rock-Musical „Jesus Christ Superstar“.
1977 arbeitete Fisher als Teammitglied von Britannia Row Productions erstmals mit Pink Floyd und war auch an der Bühnengestaltung für The Wall 1980/81 beteiligt. Die große, aufblasbare Lehrerpuppe für den Hit Another Brick in the Wall wurde nach seinem Äußeren entworfen. Nachfolgend arbeitete er für beide Lager der zerstrittenen Pink Floyd, was die Wiederauflagen von The Wall durch Roger Waters 1990 und ab 2010 ebenso beinhaltete wie die großen Welttourneen der Ex-Kollegen 1987 bis 1989 sowie 1994.
Seit 1989 entwarf Fisher die Bühnen für die Rolling Stones (u. a. Steel Wheels, Voodoo Lounge und Bridges to Babylon), ab 1992 auch für U2 (u. a. ZooTV, PopMart, 360°). Von 1985 bis 1994 betrieb Fisher zusammen mit seinem Kollegen Jonathan Park die Firma Fisher Park. Danach gründete er Mark Fisher Studio (später in Stufish umbenannt). 2012 war er am Diamond Jubilee Concert für Königin Elizabeth II. beteiligt.
Er starb am 25. Juni 2013 in einem Krankenhaus in London.

## Auszeichnungen
- 2000: Officer of the Most Excellent Order of the British Empire (OBE) für die London Millennium Show
- 2002: Royal Victorian Order (MVO) für seine Beteiligung am goldenen Thronjubiläum der Königin
- Royal Designers for Industry

## Ausstellungen
- 2021: Mark Fisher: Gezeichnete Show. Museum für Architekturzeichnung, Berlin